# Return to Forever (Scorpions)
| Recensione       | Giudizio |
| ---------------- | -------- |
| AllMusic         |          |
| The Arts Desk    |          |
| Blabbermouth.net |          |
| Classic Rock     |          |
| Kerrang!         |          |
| Melodic          |          |
| PopMatters       |          |

Return to Forever è il diciottesimo album in studio del gruppo musicale tedesco Scorpions, pubblicato il 20 febbraio 2015 dalla Sony Music.

## Descrizione
Il disco è costituito in gran parte da vecchi brani composti dal gruppo a partire dagli anni '80, ma fino ad allora mai pubblicati. Gli Scorpions li hanno ripresi e registrati in studio per la prima volta durante le pause del Get Your Sting and Blackout World Tour tra il 2011 e il 2014.
L'album ha ottenuto un discreto successo, seppur inferiore al precedente album del 2010, Sting in the Tail.
Return to Forever è stato l'ultimo album registrato dagli Scorpions con il batterista James Kottak, presente nella formazione del gruppo dai tempi di Eye II Eye (1999).

## Pubblicazione
L'album è stato distribuito nei seguenti formati: CD, CD Deluxe, doppio vinile, box in edizione limitata e in digitale. Per questo disco la band ha inciso 19 brani: 12 sono inclusi nell'edizione Standard, 16 nella Deluxe e 19 nell'edizione Tour Edition. Con il pre-ordine su iTunes e Amazon mp3 è stato possibile ottenere digitalmente We Built This House, estratto come singolo di lancio il 27 dicembre 2014.
Gli Scorpions hanno presentato l'album in diretta streaming sul loro sito ufficiale dall'Hard Rock Cafe di Amburgo, il 19 febbraio 2015.
L'album è stato distribuito in Nord America a partire dall'11 settembre 2015.
Dall'11 marzo 2016 è stata resa disponibile una speciale "Tour edition" dell'album, inclusi due DVD registrati dal vivo a Brooklyn e in Francia.

## Tracce

### Edizione Standard
1. Going Out with a Bang – 3:46
2. We Built This House – 3:53
3. Rock My Car – 3:20
4. House of Cards – 5:05
5. All for One – 2:58
6. Rock 'n' Roll Band – 3:55
7. Catch Your Luck and Play – 3:33
8. Rollin' Home – 4:03
9. Hard Rockin' the Place – 4:07
10. Eye of the Storm – 4:28
11. The Scratch – 3:41
12. Gypsy Life – 4:51

Durata totale: 47:48

### Edizione Deluxe
1. The World We Used to Know – 3:51
2. Dancing with the Moonlight – 3:42
3. When the Truth Is a Lie – 4:27
4. Who We Are – 2:33

Durata totale: 62:20
Traccia bonus dell'edizione iTunes
1. Delirious – 2:58

Tracce bonus dell'edizione giapponese
1. Crazy Ride – 4:22
2. One and One Is Three – 4:21

### Edizione Tour Edition
Disco 1 (CD)Return to Forever
1. Going Out with a Bang – 3:46
2. We Built This House – 3:53
3. Rock My Car – 3:20
4. House of Cards – 5:05
5. All for One – 2:58
6. Rock 'n' Roll Band – 3:55
7. Catch Your Luck and Play – 3:33
8. Rollin' Home – 4:03
9. Hard Rockin' the Place – 4:07
10. Eye of the Storm – 4:28
11. The Scratch – 3:41
12. Gypsy Life – 4:51
13. The World We Used to Know (bonus track) – 3:51
14. Dancing with the Moonlight (bonus track) – 3:42
15. When the Truth Is a Lie (bonus track) – 4:27
16. Who We Are (bonus track) – 2:33
17. Crazy Ride (bonus track) – 4:22
18. One and One Is Three (bonus track) – 4:21
19. Delirious (bonus track) – 2:58

Durata totale: 74:03
Disco 2 (DVD)Live in Brooklyn (12 settembre 2015)
1. Going Out with a Bang
2. Make it Real
3. The Zoo
4. Coast to Coast
5. 70's Medley: Top of the Bill/Steamrock Fever/Speedy's Coming/Cathc Your Train
6. We Built This House
7. Delicate Dance
8. Acoustic Medley: Delicate Dance/Always Somewhere/Eye of the Storm/Send Me An Angel
9. Wind of Change
10. Rock 'n' Roll Band
11. Dynamite
12. In The Line of Fire
13. Kottack Attack
14. Blackout
15. No One Like You (Feat. Brandon Niederaurer)
16. Big City Nights
17. Still Loving You
18. Rock You Like a Hurricane

Durata totale: 1 ora e 41 minuti
Disco 3 (DVD)Live at Hellfest, France (20 giugno 2015)
1. Going Out with a Bang
2. Make it Real
3. The Zoo
4. Coast to Coast
5. 70's Medley: Top of the Bill/Steamrock Fever/Speedy's Coming/Cathc Your Train
6. We Built This House
7. Delicate Dance
8. Acoustic Medley: Delicate Dance/Always Somewhere/Eye of the Storm/Send Me An Angel
9. Wind of Change
10. Big City Nights
11. Dynamite
12. In The Line of Fire
13. Kottack Attack
14. Crazy World
15. Rock 'n' Roll Band
16. Blackout
17. Still Loving You
18. Rock You Like a Hurricane

Durata totale: 1 ora e 37 minuti

## Formazione

### Gruppo
- Klaus Meine – voce
- Rudolf Schenker – chitarra ritmica, chitarra solista, cori
- Matthias Jabs – chitarra solista, chitarra ritmica, chitarra acustica
- Paweł Mąciwoda – basso
- James Kottak – batteria, cori

### Produzione
- Mikael Nord Andersson, Martin Hansen – produzione, registrazione sonora, missaggio
- Mats "Limpan" Lindors – masterizzazione
- Hans-Martin Buff – ingegneria del suono, montaggio sonoro
- Tim Eckhorst – copertina
- Oliver Rath – foto

## Classifiche
| Classifica (2015)          | Posizione massima |
| -------------------------- | ----------------- |
| Austria                    | 11                |
| Belgio (Fiandre)           | 36                |
| Belgio (Vallonia)          | 17                |
| Canada                     | 16                |
| Corea del Sud              | 44                |
| Finlandia                  | 7                 |
| Francia                    | 5                 |
| Germania                   | 2                 |
| Giappone                   | 26                |
| Grecia                     | 5                 |
| Italia                     | 28                |
| Paesi Bassi                | 39                |
| Polonia                    | 20                |
| Portogallo                 | 17                |
| Regno Unito                | 31                |
| Regno Unito (rock & metal) | 4                 |
| Repubblica Ceca            | 13                |
| Spagna                     | 11                |
| Stati Uniti                | 65                |
| Stati Uniti (hard rock)    | 7                 |
| Stati Uniti (rock)         | 11                |
| Stati Uniti (tastemaker)   | 14                |
| Svezia                     | 17                |
| Svizzera                   | 2                 |
| Ungheria                   | 4                 |